# Борівська сільська рада (Рокитнівський район)
Борівська сільська́ ра́да — колишній орган місцевого самоврядування в Рокитнівському районі Рівненської області. Адміністративний центр — село Борове.

## Загальні відомості
- Борівська сільська рада утворена в 1939 році.
- 05.02.1965 Указом Президії Верховної Ради Української РСР передано Борівську сільраду Дубровицького району до складу Володимирецького району.[1]
- Територія ради: 158,858 км²
- Населення ради: 2 408 осіб (станом на 2001 рік)

## Населені пункти
Сільській раді були підпорядковані населені пункти:
- с. Борове
- с. Нетреба

## Склад ради
Рада складалася з 16 депутатів та голови.
- Голова ради: Конотопчик Анатолій Васильович
- Секретар ради: Кульпач Юрій Миколайович

### Керівний склад попередніх скликань
| Прізвище, ім'я, по батькові    | Основні відомості                                                                     | Дата обрання | Дата звільнення |
| ------------------------------ | ------------------------------------------------------------------------------------- | ------------ | --------------- |
| Конотопчик Анатолій Васильович | Сільський голова, 1958 року народження, освіта вища, член Української Народної Партії | 26.03.2006   | 31.10.2010      |
| Конотопчик Анатолій Васильович | Сільський голова, 1958 року народження, освіта вища, безпартійний                     | 31.10.2010   |                 |

Примітка: таблиця складена за даними сайту Верховної Ради України